# 佐藤保三郎
佐藤 保三郎（さとう やすさぶろう、1906年2月28日 - 1998年8月6日）は、日本の経営者。キリンビール社長、会長を務めた。新潟県長岡市出身。

## 経歴・人物
1926年に福島高等商業学校を卒業し、明治屋での勤務を経て、1927年にキリンビールに入社した。1965年に取締役に就任し、常務、専務を経て、1973年に社長に就任した。1978年に会長に就任し、1981年から相談役を務めた。
1978年に勲三等旭日中綬章を受章した。
1998年8月6日肺炎のために死去。92歳没。